# 荒井輝年
荒井 輝年（あらい てるとし、1974年（昭和49年）2月28日 - ）は、岡山県出身の競艇選手。登録番号3685。身長170cm。血液型O型。73期。岡山支部所属。同期に、岸恵子、鈴木賢一、飯島昌弘、柳瀬興志らがいる。

## 来歴
- 73期の本栖チャンプ（後のやまとチャンプ、現・養成所チャンプ）
- 1993年11月、児島競艇場での一般競走でデビュー（3着）。
- 1996年1月、福岡競艇場での一般競走で初優出（2着）。
- 1996年9月、戸田競艇場で初優勝[1]。
- 1998年1月、宮島競艇場での新鋭王座でG1初出場。
- 2000年3月、浜名湖競艇場での総理大臣杯でSG初出場。
- 2004年5月、芦屋競艇場でのG1全日本王座決定戦でG1初優勝[2]。
- 2009年2月、びわこ競艇場で行われた第23回荒法師賞で通算1000勝を達成。

## 人物・エピソード
- 高校では単位が足りず、1年で中退した[3]。
- 家族ぐるみで付き合いのある元競輪選手・熊本敏也に競艇を薦められ、本栖研修所を受験し、一発で合格する[3]。
- 音楽好きとして知られ、プライベートでは「The Wailars」というバンドを結成。ライブ活動も行う。バンド名の由来は、岡山弁の「わいら（オレたち）」と「ボブ・マーリー＆ザ・ウェイラーズ」のザ・ウェイラーズをもじったもの[4]。
- ギターを始めたのは、選手になってから（20歳ごろ）。「ボブ・マーリーのソロを聴いて、僕も…って思ったのがきっかけ」。[5]。
- 江戸川競艇の宿舎に防音ルームがあることから、ギターを寄贈。濱野谷憲吾（ギター）と辻栄蔵（サックス）と即席セッションをやったこともある[4]。